# Bristol Brigand
Der Bristol Brigand war ein Sportwagen des britischen Automobilherstellers Bristol Cars Ltd., der auf dem Bristol Britannia basierte und sich von seinem Schwestermodell vor allem durch seine leistungsgesteigerte Motorisierung unterschied. Er war Bristols Antwort auf den Bentley Mulsanne.

## Modellgeschichte
Der Brigand wurde gleichzeitig mit dem Bristol Britannia im Oktober 1982 vorgestellt.
Äußerlich entsprach der Brigand weitestgehend dem Britannia. Die einzigen optischen Unterscheidungsmerkmale waren eine Erhebung auf der Motorhaube, die technische Ursachen hatte, und serienmäßige Leichtmetallfelgen von Wolfrace. Beide Details wurden allerdings in späteren Jahren auf Kundenwunsch auch für herkömmliche Britannias geliefert.
Antriebstechnisch hob sich der Brigand von dem Britannia ab. Während der Britannia über einen weitgehend serienmäßigen 5,9-Liter-Achtzylindermotor von Chrysler verfügte, der bereits im Vorgängermodell Bristol 603 verwendet worden war, erhielt der Brigand eine besonders bearbeitete Version dieses Triebwerks, das mit einem Turbolader von Rotomaster ausgestattet war. Es handelte sich hierbei um jenen Motor, der bereits seit zwei Jahren im Cabriolet Bristol Beaufighter eingesetzt wurde.
Der Brigand übertraf damit den identisch motorisierten Beaufighter, da die im Hause entworfene Karosserie des Saloon aerodynamisch deutlich günstiger war als der eckig ausgefallene, von Zagato gestaltete Aufbau des Beaufighter.
Ein Test der britischen Zeitschrift Motor Sport aus dem Januar 1984 ergab folgende Fahrleistungen:
- Beschleunigung 0–96 km/h: 6,0 Sekunden,
- Höchstgeschwindigkeit: 255 km/h.

Der Kaufpreis des Bristol Brigand belief sich im Jahr 1984 auf 49.000 britische Pfund; damit war er 3000 Pfund teurer als ein Britannia. Er blieb – wie sein Schwestermodell – bis zum Sommer 1993 im Angebot, hatte es in den letzten Jahren aber zunehmend schwerer, Käufer zu finden. Wesentliches Problem war das Abgasverhalten des Turbomotors, der bis zum Produktionsende mit einem Doppel-Registervergaser gekoppelt war. Diese Konstruktion ließ sich nicht mit einem Katalysator verbinden.
Bristol Brigands sind heute in Großbritannien bereits sehr gesuchte Youngtimer, die deutlich höhere Preise erzielen als ein Britannia.

## Technische Daten
| Bristol Brigand                     | Bristol Brigand                             |
| ----------------------------------- | ------------------------------------------- |
| Motorart                            | Ottomotor                                   |
| Motorbauart                         | Achtzylinder-V-Motor                        |
| Hubraum                             | 5898 cm³                                    |
| Bohrung × Hub                       | 101,6 mm × 90,93 mm                         |
| max. Leistung                       | Keine Angaben                               |
| Verdichtung                         | 8,4 : 1                                     |
| Gemischaufbereitung                 | 1 × Doppel-Registervergaser                 |
| Vergaserhersteller                  | Carter                                      |
| Ventilsteuerung                     | untenliegende Nockenwelle; hängende Ventile |
| Kühlung                             | Wasserkühlung                               |
| Kühlinhalt                          | 16,5 Liter                                  |
| Getriebe                            | Automatisches Dreiganggetriebe              |
| Radaufhängung vorn                  | Querlenker, Schraubenfedern                 |
| Radaufhängung hinten                | Starrachse, Drehstabfedern                  |
| Bremsenbauform vorne                | Scheibenbremsen                             |
| Bremsenbauform hinten               | Scheibenbremsen                             |
| Chassis                             | Rohrrahmen                                  |
| Karosserie                          | Stahlstruktur, Aluminiumbleche              |
| Radstand                            | 2898 mm                                     |
| Abmessungen (Länge × Breite × Höhe) | 4910 mm × 1770 mm × 1430 mm                 |
| Leergewicht                         | 1746 kg                                     |
| Höchstgeschwindigkeit               | Keine Angaben                               |

## Galerie

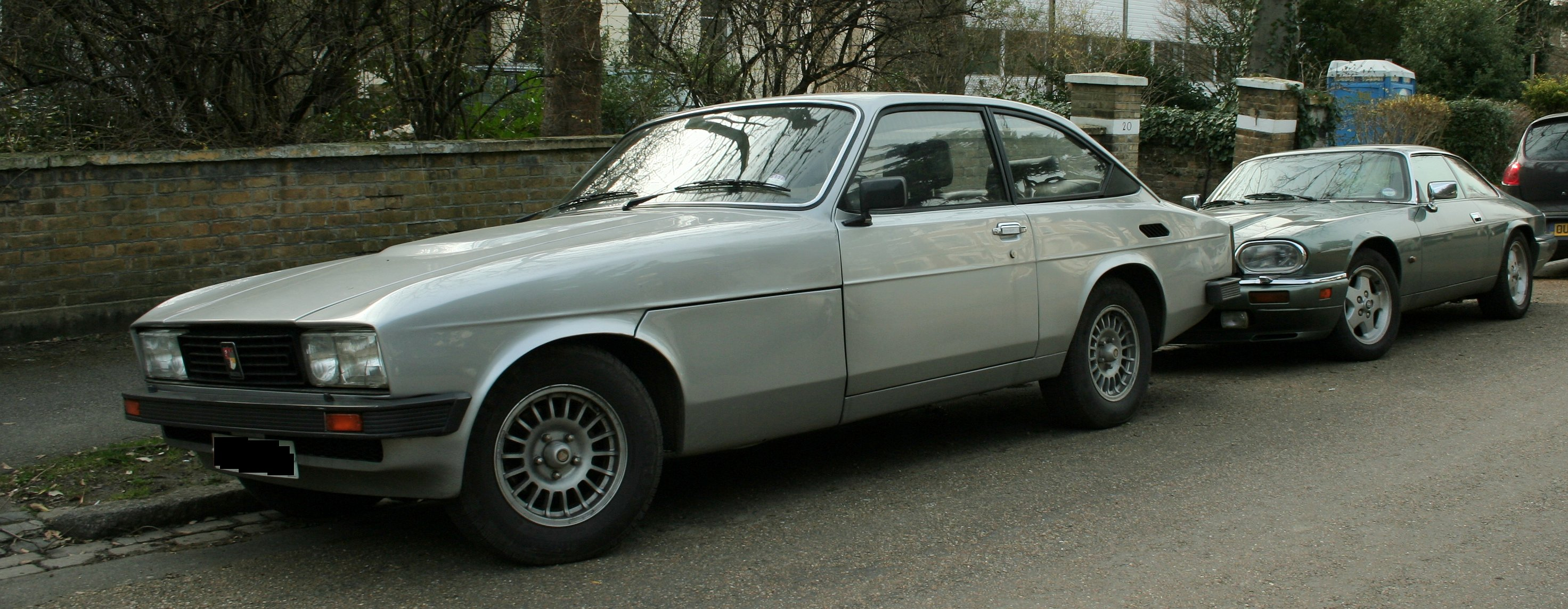
Frontpartie des Bristol Brigand
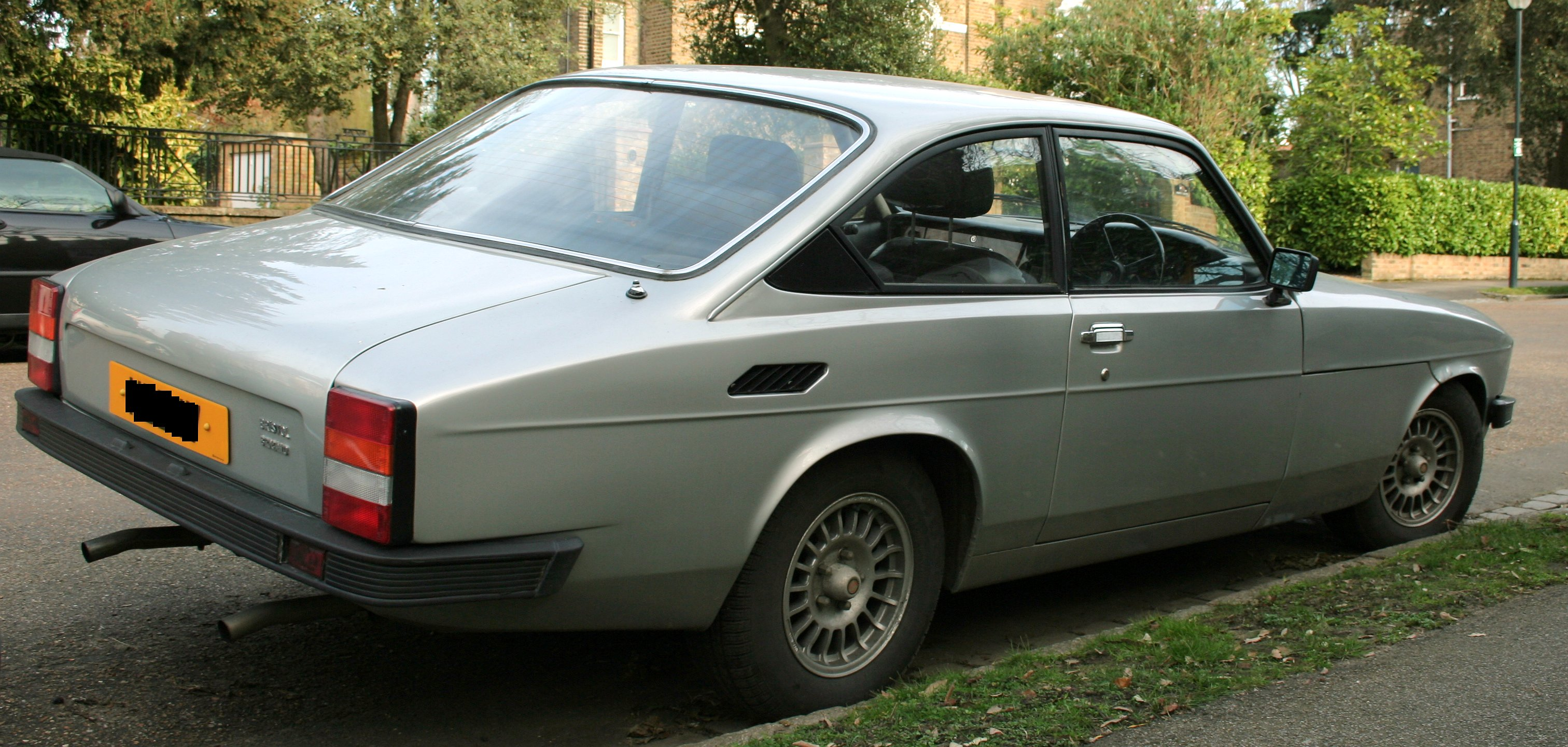
Die Heckpartie: Rückleuchten vom Bedford Van